# 13 de Septiembre, Guerrero
13 de Septiembre är en ort i Mexiko.   Den ligger i kommunen Iliatenco och delstaten Guerrero, i den sydöstra delen av landet, 270 km söder om huvudstaden Mexico City. 13 de Septiembre ligger 1 481 meter över havet och antalet invånare är 114.
Terrängen runt 13 de Septiembre är kuperad åt sydväst, men åt nordost är den bergig. Runt 13 de Septiembre är det ganska glesbefolkat, med 45 invånare per kvadratkilometer. Närmaste större samhälle är El Rincón, 6,2 km söder om 13 de Septiembre. I omgivningarna runt 13 de Septiembre växer huvudsakligen savannskog.